# باشگاه ورزشی التلال
باشگاه ورزشی التلال یک باشگاه فوتبال یمنی که در شهر عدن، یمن واقع شده است. تاریخ تأسیس این باشگاه سال ۱۹۰۵ میلادی است.

## دستاوردها
- یمنی لیگ : ۲
  - ۱۹۹۱، ۲۰۰۵
- جام ریاست جمهوری یمن : ۲
  - ۲۰۰۷، ۲۰۱۰
- جام ناصم یمن : ۲
  - ۲۰۰۰، ۲۰۰۳
- جام وحدت یمن : ۱
  - ۱۹۹۹
- جام علی محسن آل موریسی : ۱
  - ۲۰۰۳

## عملکرد در مسابقات AFC
- جام ای اف سی: ۳ دوره حضور

۲۰۰۹: مرحله گروهی
۲۰۱۱: مرحله گروهی
۲۰۱۲: مرحله گروهی
- لیگ قهرمانان آسیا: ۱ دوره حضور

۱۹۹۲: دور سوم - مرحله مقدماتی
- جام برندگان جام آسیا: ۱ دوره حضور

۱۹۹۴/۹۵: انصراف در دور اول